# ジヨードメチルパラトリルスルホン
| ジヨードメチルパラトリルスルホン Diiodomethyl-p-tolylsulfone                            | ジヨードメチルパラトリルスルホン Diiodomethyl-p-tolylsulfone |
| --------------------------------------------------------------------------------------- | ------------------------------------------------------------ |
| ジヨードメチルパラトリルスルホンの構造式 · ジヨードメチルパラトリルスルホンの球棒モデル |                                                              |
| IUPAC名                                                                                 | 1-(ジヨードメチルスルホニル)-4-メチルベンゼン                |
| 別名                                                                                    | アミカル48                                                   |
| 分子式                                                                                  | C8H8I2O2S                                                    |
| 分子量                                                                                  | 422.02186                                                    |
| CAS登録番号                                                                             | 66456-97-1                                                   |
| 形状                                                                                    | 黄褐色微粉末                                                 |
| 融点                                                                                    | 147 - 150 °C                                                 |
| SMILES                                                                                  | CS(=O)(=O)C1=C(C(=NC(=C1Cl)Cl)Cl)Cl                          |
| 出典                                                                                    | 米国国立生物工学情報センター                                 |

ジヨードメチルパラトリルスルホン（英Diiodomethyl-p-tolylsulfone）は、化学式C8H8I2O2S
で表される有機化合物。アミカル48の商品名で、木材や塗料などの抗菌防カビ剤として用いられている。

## 効果等
MICは、コウジカビやアオカビに対し0.8ppm
など多くの種類のカビに対し10ppm以下。細菌に対しては、黄色ブドウ球菌に対し6.2ppm、枯草菌に対し10ppmの他は、多くの種類の細菌に対し1,000ppmであり、抗菌効果より防カビ効果の方が高い。水に対する溶解性は0.1%であるが、アセトンやベンゼンにはよく溶ける。成分中のヨウ素による着色性があるため、色が問題にならない箇所での使用に限られるが、効果の持続性が長く、木材の使用に適している。高薬量をで使用した場合はヨード特有の臭気が生じる。経口投与した場合の毒性は、マウスでのLD50が10,000mg/kg、ラットでは9,400mg/kgである。皮膚に対する刺激性はない。